# Harich
Harich is een dorp in de gemeente De Friese Meren, in de Nederlandse provincie Friesland. Harich ligt direct ten noordwesten van het dorp Balk en ten noorden van het Harichsterbos, deel van de bossen van Gaasterland.
In 2023 telde het dorp 520 inwoners. De buurtschappen Vrisburen en Westerend-Harich liggen in hetzelfde postcodegebied als Harich. De dorpsbelangenvereniging Harich-Ruigahuizen behartigd de belangen van de dorpen Ruigahuizen en Harich.

## Geschiedenis
Het dorp ligt op een pleistocene zandrug en werd in 1245 al vermeld als Harich. De plaatsnaam zou zijn afgeleid van het Germaanse woord harug en verwijzen naar een offersteen. 
Tot 1 januari 1984 lag Harich in de gemeente Gaasterland, daarna tot 2014 in Gaasterland-Sloten.

## Sport
In 1960 werd de korfbalclub KC Harich opgericht. In 1937 werd de Landelijke rijvereniging Gaasterland opgericht, gevestigd ten zuiden van de buurtschap Westerend-Harich en sinds 2018 na een fusie Hippische Sportvereniging Gaasterland geheten.

## Openbaar vervoer
Bus (Qbuzz):
- Lijn 41: Lemmer - Sondel - Harich - Balk - Wijckel - Sloten - Tjerkgaast - Spannenburg - Sint Nicolaasga - Scharsterbrug - Joure - Heerenveen
- Lijn 44: Bolsward - Workum - Koudum - Hemelum - Bakhuizen - Oudemirdum - Sondel - Wijckel - Balk - Harich - Ypecolsga - Woudsend - Hommerts - Jutrijp - Sneek

## Geboren in Harich
- Willem Smink (1957), politicus